# Paolo Schiavocampo
Paolo Schiavocampo (né le 6 novembre 1924 à Palerme et mort le 14 janvier 2022 à Milan) est un peintre et sculpteur italien qui a collaboré avec Fiumara d'arte (it), musée en plein air composé d'une série de douze œuvres d'artistes contemporains situé le long des rives de la rivière Tusa, qui se jette dans la Mer Tyrrhénienne, près de Castel di Tusa, une frazione de la municipalité de Tusa, dans la ville métropolitaine de Messine, en Sicile.

## Biographie
Élève de Giacomo Manzù, Paolo Schiavocampo étudie l'architecture à Rome et à Milan, puis l'histoire de l'art à Venise. Installé dans la capitale lombarde en 1948, il se rend en 1964 à New York où il collabore avec Salvatore Scarpitta (it).
Certaines de ses œuvres ont été acquises par divers musées nationaux, et sont présentes dans diverses collections et musées publics en Italie et à l'étranger : Castello di Pavia, Pinacoteca di Macerata, Museo di Gibellina, Université d'État de Californie Los Angeles, Musée de Bochum, etc ...

## Œuvres
- Figura, sculpture en terre cuite, Musée Fortunato Calleri, Catane.

## Sources
- (it) Cet article est partiellement ou en totalité issu de l’article de Wikipédia en italien intitulé « Paolo Schiavocampo » (voir la liste des auteurs).